# 西安地铁西户线
西安地铁西户线，简称地铁西户线或西户线，是连接中国陕西省西安市鄠邑区与市区的轨道交通线路，于2022年11月1日开通试运营。本线的线路所有权属于中国国家铁路集团，运营权属于西安市轨道交通集团有限公司。该线路将国铁西户（西余）铁路的部分区段（地铁阿房宫南站至户县火车站段）进行改造提升后加以使用，全长26.3千米，共设车站5座。目前只有阿房宫南与户县两个车站开通客运业务，全线单一票价6元。该线路与西安地铁5号线在阿房宫南站交汇接驳。

## 历史
- 2022年7月21日，西户铁路改造提升项目开工。[3]

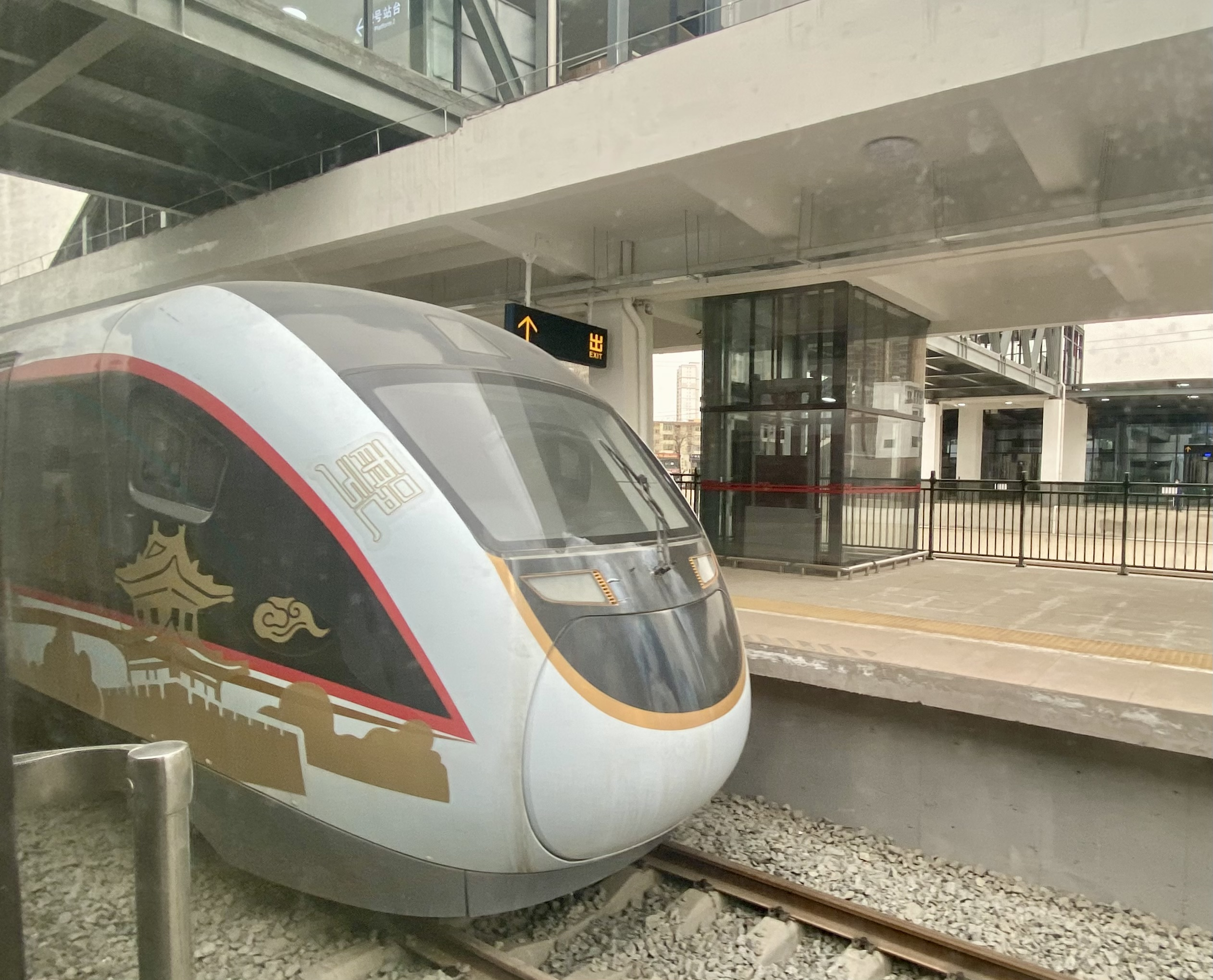
于西户铁路试运营的混合动力动车组CJ5-0506

- 2022年10月1日，由中车长春轨道客车研制的CJ5型混合动力动车组在西安参与西户线运营调试，[4]部分市民受邀登乘调试列车。[5]
- 2022年11月1日，西户线开通载客试运营。[1]
- 2023年9月26日，阿房宫南站西户线站厅与5号线站厅付费区内换乘通道开通。[6]

## 车站列表
所有车站都位于西安市内。阿房宫南-昆明池区间途经雁塔区。
| 站名     | 行政区 | 启用日期      | 接驳线路 | 站台类型               |
| -------- | ------ | ------------- | -------- | ---------------------- |
| 阿房宫南 | 未央区 | 2022年11月1日 | 5号线    | 地面一岛一侧混合式站台 |
| 昆明池   | 长安区 | 未知          |          | 地面侧式站台           |
| 马王     | 长安区 | 未知          |          | 地面单侧式站台         |
| 五竹     | 鄠邑区 | 未知          |          | 地面单侧式站台         |
| 户县     | 鄠邑区 | 2022年11月1日 |          | 地面侧式站台           |